# Ictiobus cyprinellus
Ictiobus cyprinellus és una espècie de peix de la família dels catostòmids i de l'ordre dels cipriniformes que es troba a Nord-amèrica: les conques de la badia de Hudson, dels Grans Llacs d'Amèrica del Nord i del riu Mississipi des d'Ontario fins a Saskatchewan al Canadà i des de Montana fins a Louisiana als Estats Units.
Els mascles poden assolir 123 cm de longitud total i 31,9 kg de pes.
És ovípar.
Menja cladòcers, copèpodes i larves.
És un peix d'aigua dolça i de clima temperat.